# Santa María-Calatrava-Vertrag

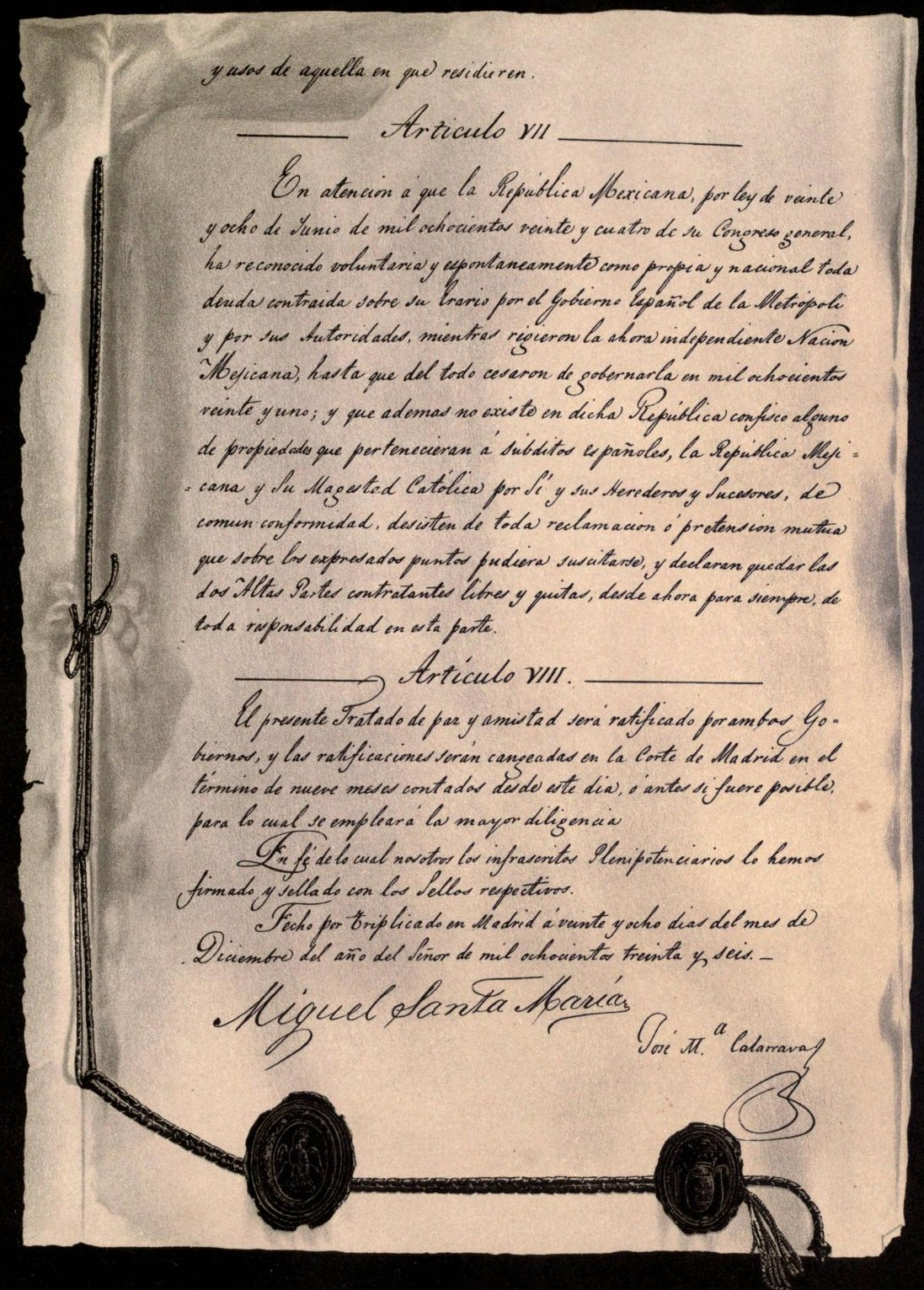
Faksimile der letzten Seite des Vertrages.

Der Santa María-Calatrava-Vertrag, offiziell bekannt als der endgültige Friedens- und Freundschaftsvertrag zwischen Mexiko und Spanien (Spanisch: Tratado definitivo de paz y amistad entre la República Mexicana y S.M.C. la Reina Gobernadora de España), war ein am 28. Dezember 1836 in Madrid unterzeichneter völkerrechtlicher Vertrag zwischen Mexiko und Spanien, mit dem die Unabhängigkeit Mexikos anerkannt wurde. Er beendete die Spannungen zwischen beiden Nationen, die aus dem mexikanischen Unabhängigkeitskrieg von 1810 herrührten. Er wurde von dem mexikanischen Vertreter Miguel Santa María und José María Calatrava als Vertreter Spaniens unterzeichnet.

## Hintergrund
Ab 1521 eroberte Spanien das Gebiet des heutigen Mexiko, unterwarf die dort lebenden indigenen Völker und gründete eine Kolonie, die 1535 in den Rang eines Vizekönigreichs erhoben wurde und den Namen Neuspanien erhielt. Spanien herrschte drei Jahrhunderte lang über Mexiko.
Am 16. September 1810 begann der mexikanische Unabhängigkeitskrieg mit dem so genannten Schrei von Dolores.
Der Krieg endete 1821 mit der Unterzeichnung des Vertrags von Córdoba am 24. August und der Unabhängigkeitserklärung des Kaiserreichs Mexiko am 28. September desselben Jahres. Dieser Akt war das Ergebnis der Verhandlungen der verschiedenen am Krieg beteiligten Parteien, darunter Juan O’Donojú, dem letzten Vizekönig von Neuspanien. Spanien erkannte die Verträge und die Erklärung jedoch nicht an, da O'Donojú nicht berechtigt gewesen sei, solche Vereinbarungen zu treffen.
Obwohl die meisten royalistischen Soldaten auf mexikanischem Gebiet die Feindseligkeiten einstellten und die Verträge von Córdoba anerkannten, hielten die militärischen Angriffe Spaniens, das Mexiko wieder in sein Reich eingliedern wollte, mehr als ein Jahrzehnt lang an. Im Jahr 1825 nahm die spanische Armee die Festung San Juan de Ulúa ein, wurde aber von den mexikanischen Streitkräften zum Rückzug gezwungen. Ein weiterer Versuch des iberischen Landes, Mexiko zurückzuerobern, gipfelte 1829 in der Schlacht von Tampico, welche mit einer spanischen Niederlage endete.
In der Zwischenzeit hatte Mexiko erfolglos versucht, die Insel Kuba zu erobern, eine Bastion der Spanier im Golf von Mexiko, um den Einfluss Spaniens vor seiner Haustür zu verringern, weitere Übergriffe zu verhindern und das Tor zum Atlantik zu öffnen.

## Vertragsschluss
Im Jahr 1833 starb König Ferdinand VII. Er hatte den Thron kurz vor Beginn der Unabhängigkeitskriege der amerikanischen Kolonien bestiegen und Spanien in eine katastrophale wirtschaftliche Lage gebracht. Seine Tochter Isabella II. war damals noch minderjährig, so dass ihre Mutter Maria Cristina die Regentschaft des Landes übernahm, was zeitlich mit dem Beginn des Ersten Karlistenkriegs zusammenfiel, der durch den Nachfolgekonflikt mit Carlos María Isidro de Borbón, dem Bruder von Ferdinand VII., ausgelöst wurde. Unter großem Druck stehend versuchte Maria Cristina, eine liberalere Haltung einzunehmen, um die Unterstützung des Volkes zu gewinnen. Dies spiegelte sich auch in einer offeneren Haltung in Bezug auf die Beziehungen zu den abtrünnigen Ex-Kolonien in Amerika wider, um den Handel zu fördern und die angeschlagene spanische Wirtschaft zu reaktivieren.
1835 ernannte Mexiko Miguel Santa María, der bereits Gesandter im Vereinigten Königreich war, zum bevollmächtigten Gesandten für die Unterzeichnung des Friedensvertrags. Die spanische Vertretungsmacht erhielt ihrerseits José María Calatrava. Der Vertrag wurde am 28. Dezember 1836 in Madrid unterzeichnet. Er wurde am 4. März 1838 in Mexiko veröffentlicht. Durch den Vertrag erkannte Spanien die mexikanische Unabhängigkeit an, alle gegenseitigen Feindseligkeiten wurden eingestellt und die Grundlage für friedliche Handelsbeziehungen gelegt.